# Podbereźce (hromada Załoźce)
Podbereźce (ukr. Підберізці) – wieś na Ukrainie w rejonie tarnopolskim należącym do obwodu tarnopolskiego. Do 2020 w rejonie zborowskim.